# Avenches (Münzstätte)
In Avenches, dem antiken Aventicum, sind bis dato zwei vergleichsweise kurze Zeiträume nachzuweisen, in denen Münzen geprägt worden sind: Es handelt sich um keltische Münzen aus Gold und Silber im ausgehenden 2. und in der ersten Hälfte des 1. Jahrhunderts sowie merowingische goldene Tremisses aus der ersten Hälfte des 7. Jahrhunderts.

## Münzherrschaften
Ein keltischer Prägestempel, ein Halbfabrikat in Form eines Quinar-Schrötlings und ein Tüpfelplattenfragment weisen eine Münzprägung in Gold und Silber in keltischer Zeit nach. Zum Münzrecht oder einer allfälligen Verleihung desselben ist für die merowingische Zeit keine schriftliche Überlieferung vorhanden. Ob die Prägungen von Avenches somit damals als königliche Prägungen Chlodwigs II. (639–657) oder als bischöfliche Prägungen des Bistums der Civitas Helvetiorum zu betrachten sind, muss offen bleiben.

## Standort
Die keltische Münzprägung wird in der noch nicht genauer umrissenen spätkeltischen Siedlung von Avenches lokalisiert. Aufgrund der Funde im Bereich Sur Fourches unmittelbar westlich vor dem Westtor der Römerstadt (Schrötling und Tüpfelplattenfragment) mag eine Eingrenzung in diesem Bereich sinnvoll sein. Die frühmittelalterliche Siedlung, in der in der ersten Hälfte des 7. Jahrhunderts Münzen geprägt worden sind, befand sich vermutlich südlich des antiken Amphitheaters.

## Personal
Die bislang bekannten merowingischen Münzen aus Avenches nennen als Monetar alle einen sonst nicht weiter bekannten Agiulf.